# Hardwick Hall

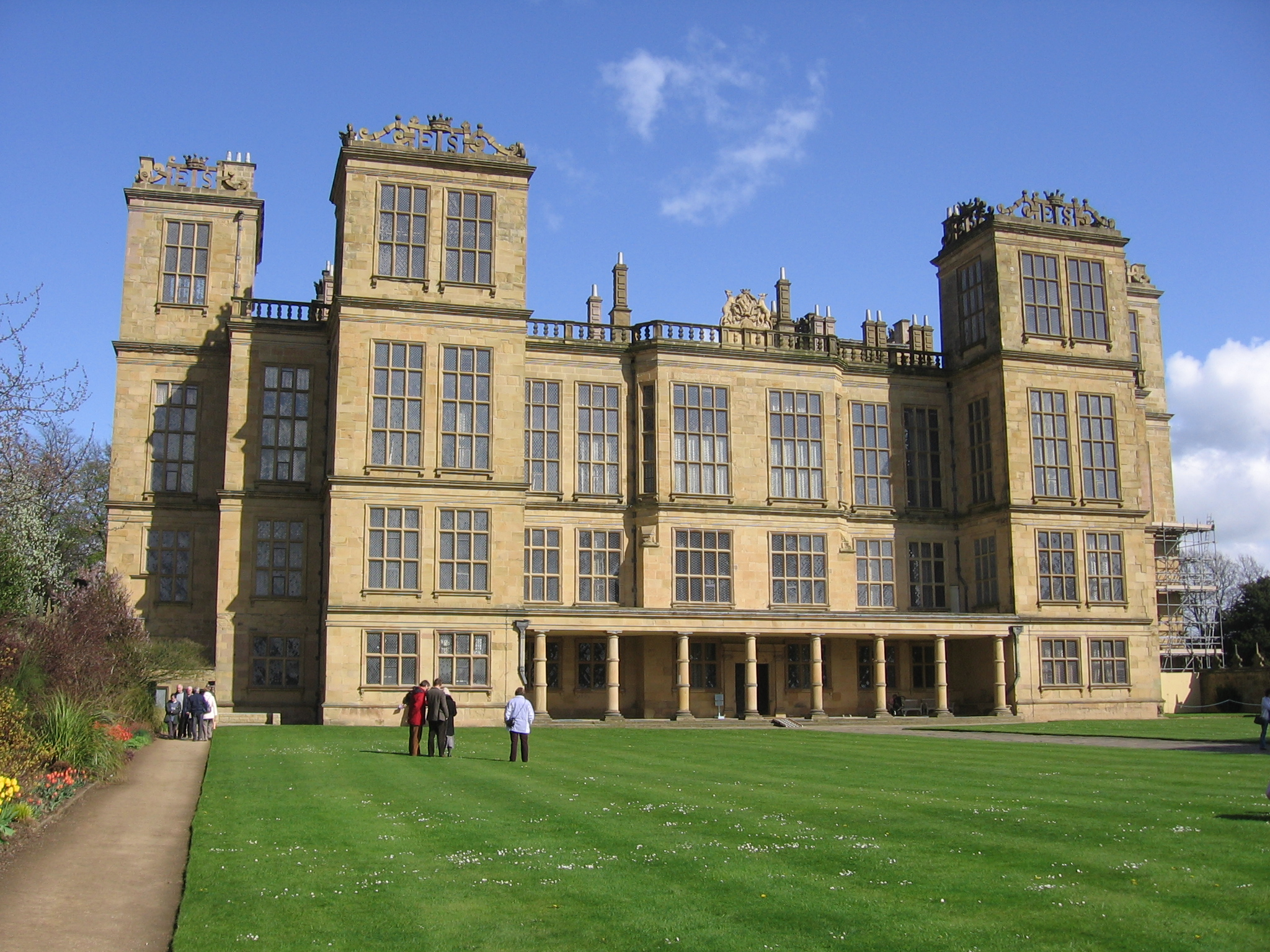
Hardwick Hall, erbaut 1590–1597

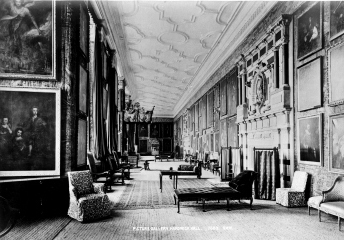
Galerie von Hardwick Hall in den 1890er-Jahren

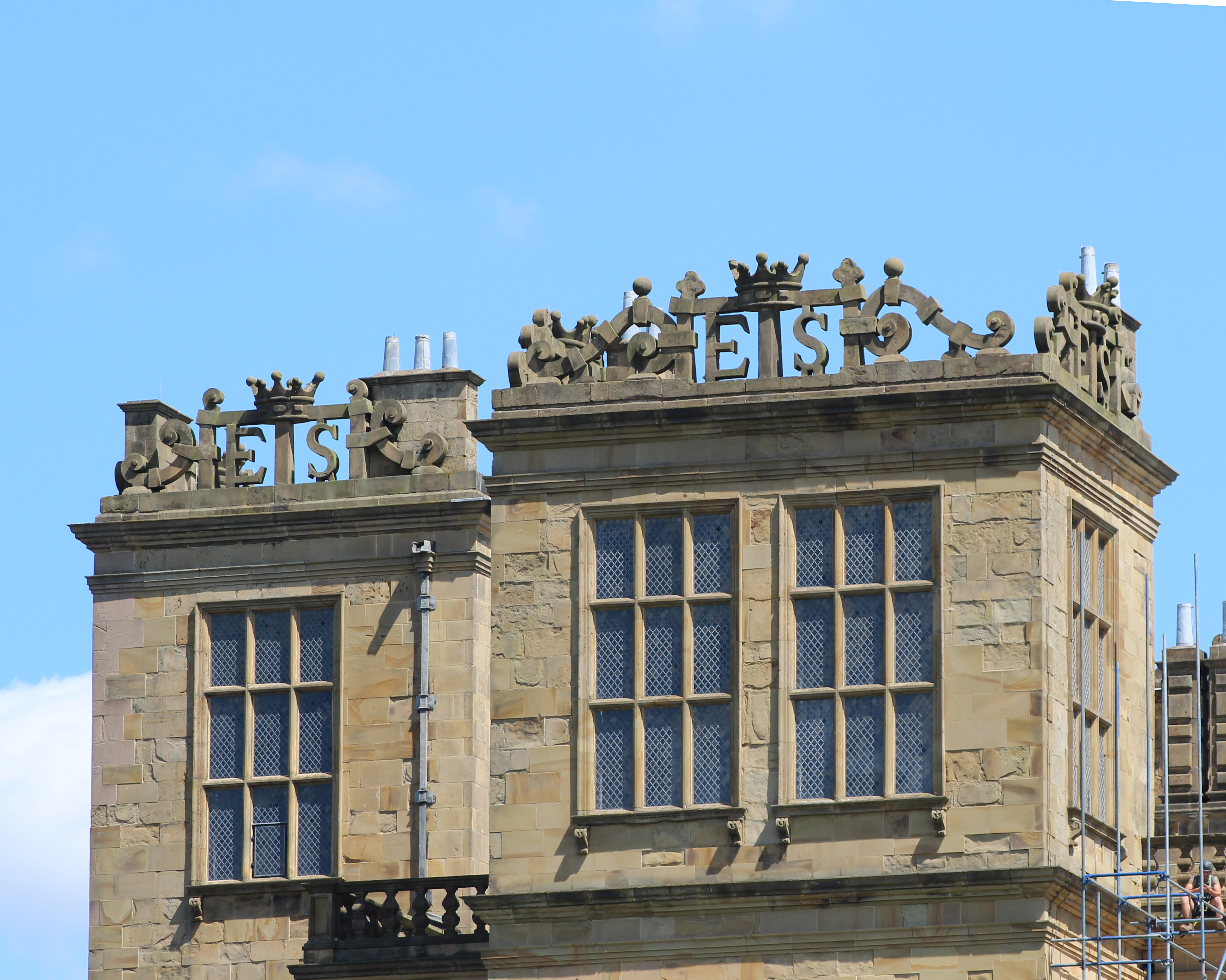
Hardwick Hall hat sechs Dacherker mit Bess of Hardwicks Initialen “ES” in der Balustrade.

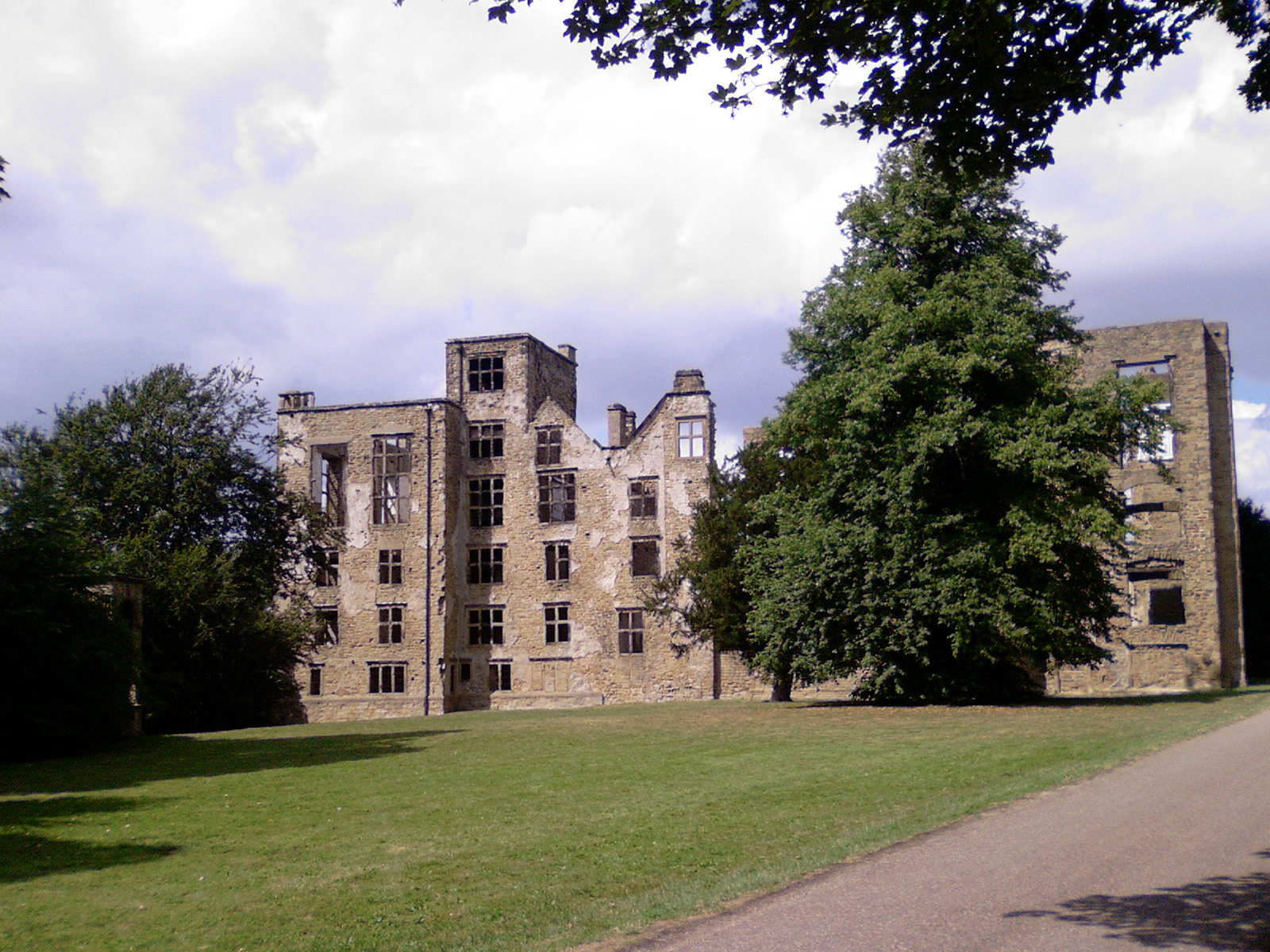
Hardwick Old Hall

Hardwick Hall in Derbyshire ist ein Landhaus in England und ein wichtiges Beispiel für die elisabethanische Architektur. Das 1590 bis 1597 für Bess of Hardwick, eine der prominentesten Angehörigen des Adels ihrer Zeit, errichtete Herrenhaus wurde vom Baumeister Robert Smythson, einem Architekten der englischen Renaissance, entworfen. Hardwick Hall ist eines der frühesten Beispiele dieses Baustils, der sich seinerzeit langsam von Florenz aus in Europa ausbreitete. Sein Eintreffen in England fiel zufällig in die Periode, als es nicht mehr notwendig und zulässig war, Privathäuser zu befestigen. Das Eigentum an diesem Herrenhaus ging 1959 an den National Trust über. Heute ist es für die Öffentlichkeit zugänglich. 2019 wurde Hardwick Hall von rund 298.000 Personen besucht. 2023 betrug die Besucherzahl etwa 260.000 Personen.

## Geschichte

### 16. Jahrhundert
Hardwick Hall liegt auf einem Hügel zwischen Chesterfield und Mansfield, von dem aus man die Landschaft von Derbyshire überblicken kann. Das Haus wurde Ende des 16. Jahrhunderts von Robert Smythson entworfen. Das Herrenhaus wurde von Bess of Hardwick, Gräfin von Shrewsbury und Vorfahrin der Herzöge von Devonshire, in Auftrag gegeben und blieb bis Mitte des 20. Jahrhunderts im Eigentum ihrer Nachfahren.
Bess of Hardwick war damals die reichste Frau in England nach der Königin Elisabeth I. und ihr Haus war als deutlich sichtbares Zeichen ihres Reichtums und ihrer Macht gedacht. Die Fenster sind außergewöhnlich groß und zahlreich für eine Zeit, als Glas noch als Luxus galt. Man reimte damals “Hardwick Hall, more glass than wall.” (dt.: Hardwick Hall – mehr Glas als Wände.) Die Kamine des Landhauses sind an den Innenwänden eingebaut, um mehr Fläche an den Außenwänden für die riesigen Fenster zu lassen, ohne diese zu schwächen.
Die Konstruktion dieses Hauses zeigt nicht nur neue Konzepte beim Bau privater Häuser, sondern auch eine modernere Art der Lebensführung in einem großen Haus. Hardwick Hall war eines der ersten englischen Häuser, bei dem der Rittersaal in einer Achse durch die Mitte des Hauses und nicht im rechten Winkel zum Eingang gebaut wurde.
Jedes der drei Hauptgeschosse hat eine größere Raumhöhe als das darunterliegende, wobei die Deckenhöhe ein Maß für die Wichtigkeit der Bewohner war: Die einfachsten lebten im untersten Stockwerk, die nobelsten im obersten. Vorher lebte der Adel in der Nähe derer, die sie bedienten; von da an hatten Diener und Herren ihre klar voneinander abgegrenzten Bereiche.
Ein breites, geschwungenes Treppenhaus führt nach oben zu den Paradezimmern im zweiten Stock. Zu diesen Räumen gehörte eine der längsten Galerien in einem englischen Haus und auch ein wenig verändertes, mit Wandteppichen behangenes Paradeschlafzimmer mit einem spektakulären Stuckfries, der Jagdszenen zeigt.
Hardwick Hall war aber nur eines von vielen Häusern der Gräfin von Hardwick. Jede ihrer vier Ehen hatte ihr größeren Reichtum gebracht. Sie wurde in der Hardwick Old Hall (erbaut 1587–1596, also nur ein paar Jahre früher) geboren, die heute noch als Ruine neben der „neuen“ Hardwick Hall steht.

### 17. Jahrhundert
Nach dem Tod der Gräfin 1608 fiel das Haus an ihren Sohn William Cavendish, 1. Earl of Devonshire. Ihr Enkel William wurde 1694 zum ersten Herzog von Devonshire erhoben. Die Familie machte ein anderes Haus von Bess of Hardwick, Chatsworth House, zu ihrem Hauptsitz. Hardwick Hall wurde so zum Freizeitsitz für gelegentliche Jagden und manchmal auch zum Austragshaus.
Als Zweitsitz entging Hardwick Hall den Modernisierungen und erfuhr nach der Fertigstellung nur noch wenige Veränderungen.
1679 starb der politische Philosoph Thomas Hobbes, der von den Cavendish's protegiert wurde, auf Hardwick Hall.

### 19. Jahrhundert
Von Anfang des 19. Jahrhunderts an wurde die altertümliche Atmosphäre von Hardwick Hall absichtlich erhalten. Ein niedriger Flügel für die Dienerschaft wurde verdeckt hinten angebaut.

### 20. Jahrhundert
1950 zwangen der unerwartete Tod des 10. Herzogs von Devonshire und die daraus folgenden Erbschaftssteuern von 80 % zum Verkauf eines großen Teils des Grund- und sonstigen Besitzes der Familie. Damals wohnte Evelyn, die Witwe von Victor Cavendish, 9. Duke of Devonshire, in dem Landhaus. Die Familie beschloss 1956, das Anwesen zum Ausgleich der Steuerschulden an die HM Treasury zu übereignen. Die Treasury gab das Landhaus 1959 an den National Trust weiter. Die Herzogin durfte bis zu ihrem Tod 1960 weiter über Hardwick Hall verfügen. Sie war aber dem National Trust gegenüber feindlich gesinnt und so besuchte die alte Dame das Haus in ihrem letzten Lebensjahr nur selten. Sie hatte viel für die Erhaltung der Textilien im Haus getan und war die letzte Bewohnerin von Hardwick Hall.

## Heute
Hardwick Hall enthält eine große Sammlung von Stickereien, hauptsächlich vom Ende des 16. Jahrhunderts, von denen viele auch in der Inventarliste von 1601 stehen. Einige der Näharbeiten, die in dem Landhaus ausgestellt sind, zeigen das Monogramm „ES“ (für “Elizabeth of Shrewsbury”) und wurden wohl von Bess selbst hergestellt. Es gibt eine große Zahl von edlen Bildwirkereien und Möbeln aus dem 16. und 17. Jahrhundert. Bemerkenswert ist, dass ein Großteil der heutigen Möbel und anderen Einrichtungsgegenstände in einer Inventarliste von 1601 verzeichnet sind. Die ‘’Sea Dog Table’’ ist ein besonders wichtiges Stück, das um 1600 entstand, und die ‘’Eglantine Table’’ zeigt für Musikhistoriker interessante Einlegearbeiten.
Hardwick Hall ist öffentlich zugänglich. Das Herrenhaus hat einen schönen Garten mit Staudengarten, Gemüse- und Kräutergarten und Streuobstwiesen. Im weitläufigen Park liegt auch Hardwick Old Hall, ein Landhaus, das etwas früher als das neue Herrenhaus entstanden ist und nach dessen Fertigstellung als Gästehaus und Haus für die Dienerschaft genutzt wurde. Hardwick Old Hall ist heute eine Ruine. Sie wird von English Heritage für den National Trust verwaltet und ist ebenfalls für die Öffentlichkeit zugänglich. Viele Räume der Hardwick Old Hall waren mit Stuckarbeiten dekoriert, insbesondere über den offenen Kaminen. Bemerkenswerterweise kann man heute noch beeindruckende Fragmente dieser Stuckarbeiten bewundern. Sie sind mit schützenden Anstrichen und Regenschutzdächern versehen, weil der größte Teil des Gebäudes kein Dach mehr besitzt.
Der Architekturhistoriker Dan Cruickshank wählte Hardwick Hall als eines von fünf Landhäusern für Britain’s Best Buildings, eine Dokumentationsserie der BBC, die 2006 ausgestrahlt wurde. Das in seiner Zeit innovative Gebäude diente drei Jahrhunderte später als Inspiration für die enorme Große Ausstellungshalle der Centennial Exhibition in Philadelphia 1876. Hardwick Hall war ein ideales Vorbild für ein Gebäude, das Historismus mit großen Glasflächen verbinden sollte, die damals infolge des enormen Erfolges dies Crystal Palace auf der Weltausstellung in London 1851 für die Hauptausstellungshallen internationaler Messen und Ausstellungen verlangt wurden.

## In Film und Fernsehen
Hardwick Hall tauchte in der Fernsehserie Connections auf, um die lange Reihe von Veränderungen zu illustrieren, die im Bau von Privathäusern in Folge der kleinen Eiszeit vorkamen.
In Hardwick Hall wurden die Außenszenen des Malfoy Manor der Filme Harry Potter und die Heiligtümer des Todes – Teil 1 und Harry Potter und die Heiligtümer des Todes – Teil 2 gedreht.
Das Landhaus kam auch in der Fernsehserie Mastercrafts, Episode 6, über das Steinmetzhandwerk vor, wo Lehrlinge darin wetteifern, passende Sonnenuhren für den Garten von Hardwick Hall anzufertigen.